# AFVN/Bond van Antifascisten
De Vereniging van Anti-Fascistische Oudverzetsstrijders Nederland / Bond van Anti-fascisten (kortweg: AFVN) is een Nederlandse vereniging die is voortgekomen uit het communistische verzet in de Tweede Wereldoorlog. De AFVN bestrijdt neonazisme en verheerlijking van nazisme en fascisme.
De AFVN is aangesloten bij de Fédération Internationale des Résistants (FIR), een internationale overkoepelende organisatie. De AFVN gaf tot 2009 het kwartaalblad De Antifascist uit. Abonnees van De Antifascist werden tevens gezien als lid van de AFVN.
De AFVN steunt de Russische inval in Oekraïne met als voornaamste argument dat het een reactie was op Westerse agressie en een geplande Oekraïense invasie van de Donbass. Na de val van Bashar al-Assad in december 2024 beschreef de AFVN de voormalige Syrische president als "[iemand] die een samenleving wist te creëren waar vele volkeren zoals de christenen, alawieten, soennieten en vele anderen vreedzaam met elkaar samenleefden".

## Oprichters en bestuur
De AFVN is opgericht door Henk en Alie van Luttikhuizen, oud-verzetsstrijders die tot de Praagse Lente van 1968 lid waren van de CPN. Met de AFVN boden zij onderdak aan communistische oud-verzetsstrijders die het niet eens waren met de afkeuring van de Sovjet-inval in Tsjechoslowakije door de CPN.
Voorzitter van de bond was van 1976 tot 2002 Henk van Luttikhuizen, van 2003 tot 2006 de oud-verzetsstrijder Joop Smidt en van 2007 tot haar overlijden op 30 september 2011 de Auschwitz-overlevende Celine van der Hoek-de Vries. Van september 2013 tot september 2015 was Kees van der Pijl, voormalig emeritus hoogleraar van de Universiteit van Sussex, voorzitter.

## Ideologie
De AFVN ontleent zijn bestaansrecht aan de strijd tegen het "nazifascisme" en hanteert de definitie van fascisme zoals die door de Bulgaarse communist Georgi Dimitrov werd gegeven: fascisme is de openlijke terroristische dictatuur van de meest reactionaire en meest agressieve groepen van het financierskapitaal. Het fascisme stelt zich ten doel om binnen het land de organisaties van de arbeidersklasse te vernietigen, alle progressieve krachten te wurgen en naar buiten toe de veroveringsoorlog om de wereldheerschappij voor te bereiden en te ontketenen. Deze doeleinden probeert het fascisme te bereiken met terreurmethoden en sociale demagogie.
Naar de mening van de AFVN zijn het in de huidige tijd anti-islampartijen, zoals in Nederland de LPF van wijlen Pim Fortuyn en de PVV van Geert Wilders, die deze rol vervullen. De AFVN stelt zich ten doel de traditie van de strijd tegen het fascisme met de strijd tegen deze bewegingen te verbinden en het perspectief op een socialistische maatschappij levend te houden.

## Samenwerking
De AFVN werkt ook samen met het Internationaal Dachaucomité en de VVN-BdA, de Duitse antifascistenvereniging VVN-BdA, en met diverse anti-discriminatie-organisaties. Bij gelegenheid werkt de bond samen met de overheid zoals gemeenten Oss, Huizen en Hilversum, instellingen als Oorlogsmuseum Overloon, het Comité Februaristaking, het Nederlands Dachau Comité en Federatief Joods Nederland.
In 2024 is de AFVN lid geworden van het World Anti-imperialist Platform (WAP), een internationaal verbond van anti-imperialistische partijen en organisaties.

## Doelstellingen
De bond heeft vier doelstellingen:
- Te zorgen dat de daden van het anti-fascistische verzet bekendheid houden, respectievelijk bekendheid krijgen.
- Herlevend fascisme (neofascisme) te signaleren en met alle, bij de wet geoorloofde middelen te bestrijden;
- Te strijden voor vrede en vriendschap tussen de volkeren;
- Te strijden tegen iedere vorm van discriminatie.

## Voetnoten
1. ↑  webmaster, Het volk heeft zijn keuze gemaakt: – Antifascistische oud-Verzetsstrijders Nederland. Geraadpleegd op 3 januari 2025.
2. ↑  martinl, Over de ontwikkelingen in Syrië – Antifascistische oud-Verzetsstrijders Nederland. Geraadpleegd op 3 januari 2025.
3. ↑  https://web.archive.org/web/20131219002247/https://www.afvn.nl/archief/Celine.htm
4. ↑  https://afvn.nl/over-ons/
5. ↑  https://www.marxists.org/nederlands/dimitrov/1935/1935fascisme.htm. Gearchiveerd op 18 augustus 2021.
6. ↑  (en) wap21, Paris Declaration: The rising tide of global war and the tasks of anti-imperialists. Platform (14 oktober 2022). Geraadpleegd op 3 januari 2025.